# Amblydoras monitor

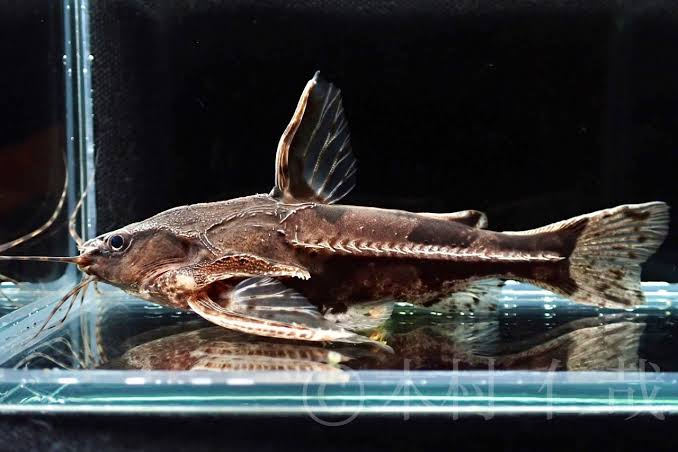

Amblydoras monitor är en fiskart som först beskrevs av Cope 1872.  Amblydoras monitor ingår i släktet Amblydoras och familjen Doradidae. IUCN kategoriserar arten globalt som livskraftig. Inga underarter finns listade i Catalogue of Life.